# Formiguer dorsiclapat
El formiguer dorsiclapat (Hylophylax naevius) és una espècie d'ocell de la família dels tamnofílids (Thamnophilidae).
Habita el sotabosc de la selva pluvial, vegetació secundària de les terres baixes fins als 1100 m, des del sud-est de Colòmbia, sud de Veneçuela i Guaiana, cap al sud, a través de l'est de l'Equador i est del Perú fins al nord i l'est de Bolívia i Brasil amazònic.